# Hernán Bradas
Hernán Javier Bradas (Chovet, Provincia de Santa Fe; 10 de abril de 1972), es un expiloto argentino de automovilismo.

## Trayectoria automovilística
Compitió (entre otras categorías), en Fórmula 3 Sudamericana Clase B con Berta Renault 18, Fórmula Súper Renault Argentina Campeón Torneo Presentación año 1993 y tercero en el torneo 1994 en ambos casos con Berta Renault, Turismo Nacional Clase 3, TC 2000 debutó en Posadas Provincia de Misiones 2 de abril de 1995 con Renault Fuego GTA, Chevrolet Kadett y Renault 19 RT año 1996, Renault 19 RT y Ford Escort Ghia en el año 1997. 
En 1998 compitió solo 2 carreras con un Ford Escort Ghia en Copa TC 2000, hizo año sabático en el año 1999, retorno al TC 2000 en el año 2000 con un Honda Civic 4 Puertas apenas 1 carrera y Turismo Carretera compitió con una Coupé Dodge Cherokee.

## Resumen de carrera
| Temporada | Categoría                                 | Equipo                                  | Carreras | Victorias | Poles | VR  | Podios | Puntos | Pos. |
| --------- | ----------------------------------------- | --------------------------------------- | -------- | --------- | ----- | --- | ------ | ------ | ---- |
| 1993      | Fórmula Súper Renault                     | s/d                                     | 5        | 2         | s/d   | 2   | 4      | 67     | 1.º  |
| 1994      | Fórmula Súper Renault                     | s/d                                     | s/d      | s/d       | s/d   | s/d | s/d    | s/d    | 3.º  |
| 1995      | Turismo Competición 2000                  | Bradas Competición                      | 14       | 0         | 0     | 0   | 0      | -      | NC   |
| 1996      | Turismo Competición 2000                  | Bini Competición Belloso Competición    | 11       | 0         | 0     | 0   | 0      | 6      | 18.º |
| 1996      | Turismo Carretera                         | s/d                                     | 1        | 0         | 0     | 0   | 0      | 3,5    | 88.º |
| 1997      | Turismo Competición 2000                  | Belloso Competición Bessone Competición | 23       | 0         | 0     | 0   | 0      | 43     | 12.º |
| 1998      | Turismo Competición 2000                  | Bessone Competición                     | 2        | 0         | 0     | 0   | 0      | -      | -    |
| 1998      | Turismo Competición 2000 Copa TC 2000     | Bessone Competición                     | 2        | 1         |       |     | 2      | 35     | 12.º |
| 2000      | Turismo Competición 2000                  | Pierandrei Team                         | 1        | 0         | 0     | 0   | 0      | -      | NC   |
| 2000      | Turismo Competición 2000 Copa TC 2000     | Pierandrei Team                         | 1        | 0         |       |     | 1      | 15     | 12.º |
| 2000      | Turismo Nacional Clase 3                  | s/d                                     | s/d      | 1         | s/d   | s/d | 1      | 46     | 12.º |
| 2001      | Turismo Nacional Clase 3                  | Tanoni Competición                      | s/d      | 0         | s/d   | s/d | 4      | 105    | 3.º  |
| 2002      | Turismo Nacional Clase 3                  | s/d                                     | 1        | 0         | 0     | 0   | 0      | 5      | 30.º |
| 2003      | Turismo Carretera                         | Bessone Competición                     | 3        | 0         | 0     | 0   | 0      | -      | NC   |
| 2005      | Turismo Nacional Clase 3                  | s/d                                     | 6        | 0         | 0     | 0   | 0      | 37     | 27.º |
| 2006      | Turismo Nacional Clase 3                  | s/d                                     | 8        | 0         | 0     | 0   | 0      | 40     | 27.º |
| 2015      | FARA USA - Endurance Championship - MP-1B | s/d                                     | 2        | 0         | 0     | 0   | 1      | 18     | 20.º |
| Fuente:   |                                           |                                         |          |           |       |     |        |        |      |

## Resultados

### Turismo Competición 2000
| Año  | Equipo              | Auto           | 1     | 2     | 3     | 4     | 5     | 6    | 7     | 8     | 9       | 10      | 11      | 12    | 13    | 14     | 15     | 16     | 17    | 18    | 19     | 20     | 21     | 22     | 23    | 24    | 25    | 26    | 27     | 28      | Res. | Puntos |
| ---- | ------------------- | -------------- | ----- | ----- | ----- | ----- | ----- | ---- | ----- | ----- | ------- | ------- | ------- | ----- | ----- | ------ | ------ | ------ | ----- | ----- | ------ | ------ | ------ | ------ | ----- | ----- | ----- | ----- | ------ | ------- | ---- | ------ |
| 1997 |                     |                | RAF I | RAF I | RC I  | RC I  | POS   | POS  | SJU I | SJU I | PAR     | PAR     | GR      | GR    | BB I  | BB I   | SJU II | SJU II | RC II | RC II | NDJ    | NDJ    | MZA    | MZA    | BB II | BB II | TRE   | TRE   | RAF II | RAF II  | 12.º | 43     |
| 1997 | Belloso Competición | Renault 19 II  | Ret   | 5     | Ret   | NL    | 8     | Ret  |       |       | 12 (11) | 20 (16) | 20 (14) | 6     |       |        |        |        |       |       |        |        |        |        |       |       |       |       |        |         | 12.º | 43     |
| 1997 | Bessone Competición | Ford Escort IV |       |       |       |       |       |      |       |       |         |         |         |       |       |        | 11     | Ret    | Ret   | 5     | 4      | Ret    | 12     | 9      | 8     | 9     | 12    | Ret   | Ret    | 15 (10) | 12.º | 43     |
| 1998 |                     |                | AG I  | AG I  | MDP I | MDP I | RC I  | RC I | SJU I | SJU I | OLA     | OLA     | GR      | GR    | PAR I | PAR I  | BA     | BA     | BB    | BB    | SJU II | SJU II | MDP II | MDP II | RC II | RC II | AG II | AG II | PAR II | PAR II  | -    | -      |
| 1998 | Bessone Competición | Ford Escort IV |       |       |       |       |       |      |       |       | 5       | 7       |         |       |       |        |        |        |       |       |        |        |        |        |       |       |       |       |        |         | -    | -      |
| 2000 |                     |                | RC I  | TRE   | AG    | SJU I | PAR I | OBE  | BB    | RAF   | BA I    | SJO     | SJU II  | RC II | BA II | PAR II |        |        |       |       |        |        |        |        |       |       |       |       |        |         | -    | 0      |
| 2000 | Pierandrei Team     | Honda Civic VI |       |       |       |       |       |      |       |       |         |         |         |       |       | 12     |        |        |       |       |        |        |        |        |       |       |       |       |        |         | -    | 0      |

#### Copa TC 2000
| Año  | Equipo              | Auto           | 1    | 2    | 3     | 4     | 5     | 6    | 7     | 8     | 9    | 10  | 11     | 12    | 13    | 14     | 15 | 16 | 17 | 18 | 19     | 20     | 21     | 22     | 23    | 24    | 25    | 26    | 27     | 28     | Res. | Puntos |
| ---- | ------------------- | -------------- | ---- | ---- | ----- | ----- | ----- | ---- | ----- | ----- | ---- | --- | ------ | ----- | ----- | ------ | -- | -- | -- | -- | ------ | ------ | ------ | ------ | ----- | ----- | ----- | ----- | ------ | ------ | ---- | ------ |
| 1998 |                     |                | AG I | AG I | MDP I | MDP I | RC I  | RC I | SJU I | SJU I | OLA  | OLA | GR     | GR    | PAR I | PAR I  | BA | BA | BB | BB | SJU II | SJU II | MDP II | MDP II | RC II | RC II | AG II | AG II | PAR II | PAR II | 12.º | 35     |
| 1998 | Bessone Competición | Ford Escort IV |      |      |       |       |       |      |       |       | 1    | 2   |        |       |       |        |    |    |    |    |        |        |        |        |       |       |       |       |        |        | 12.º | 35     |
| 2000 |                     |                | RC I | TRE  | AG    | SJU I | PAR I | OBE  | BB    | RAF   | BA I | SJO | SJU II | RC II | BA II | PAR II |    |    |    |    |        |        |        |        |       |       |       |       |        |        | 12.º | 15     |
| 2000 | Pierandrei Team     | Honda Civic VI |      |      |       |       |       |      |       |       |      |     |        |       |       | 2      |    |    |    |    |        |        |        |        |       |       |       |       |        |        | 12.º | 15     |